# Брзан
Брзан је насеље у Србији у општини Баточина у Шумадијском округу. Према попису из 2022. има 1444 становника (према попису из 2011. било је 1754 становника).
Први назив села био је Грабовац. Већ 1516. зна се да је имао шест кућа, а двадесет година касније 36 кућа. Данашњи назив село је добило по породици Љутић која се доселила са Косова из села Брзанци.
Брзан се налази на 105 метара надморске висине, на 8 км југоисточно од Баточине, 23 км северно од Јагодине, 36 км источно од Крагујевца и 120 км јужно од Београда.

## Географија
Територија села Брзан налази се у централном делу Србије. Смештено је у источном пределу Шумадије. Налази се у источном делу општинске територије Баточине, а кроз село протиче река Велика Морава.
Брзан се налази на 105 метара надморске висине, на 8 км југоисточно од Баточине, 23 км северно од Јагодине, 36 км источно од Крагујевца и 120 км јужно од Београда. Кроз Брзан пролази коридор 10 и железничка пруга Београд-Ниш-Скопље.

## Историја

### Настанак места
Први назив села био је Грабовац. Већ 1516. зна се да је имао шест кућа, а двадесет година касније 36 кућа. Након тога нема података о селу, јер је село највероватније напуштено. Поново је обновљено 1690. године Сеобом Срба, а податак из 1718. године нам говори да је имао пет домова. Они су настанили даље од Цариградског друма према Морави где су заузели простор који је припадао прекоморавском манастиру Златенац. Међутим народ је напустио ово место због поплаве или због пустошења Турака, што је много вероватније и пошао у Брдо, данашњу Гордан малу, где је почело да се развија данашње насеље. Управо по овој мали је познат 1735. године, када се наводи да Гордањ има 12 кућа. Одлазак Аустријанаца који су владали овим крајевима од 1718. до 1737. и поновни долазак Турака донела је пустош и овим крајевима, али село Гордањ није опустошило. Друга сеоба Срба коју је предводио патријарх Арсеније IV Јовановић Шакабента многе је задржала у ове крајеве. Досељеници у ове крајеве дали су и данашње име селу. Дала га је породица Љутић по селу Брзанац на Косову одакле су дошли. Аустријске уходе први пут га под називом Брзан помињу 1784. године.

### Борба за ослобођење од Турака
Повратак Турака 1739. године донео је освету и веће намете, што је стварало нерасположење у народу и напокон довело до Кочине крајине. Коча Анђелковић је са својим одредом ушао у Баточину без отпора 1788. године. У аустријским документима о Кочиној крајини налазимо податке да су се из Брзана борили Тодор Гавриловић, Дмитар Марковић, Радиша Милићевић, Јован Глигоријевић и Василије Савин. Миром у Свиштову 1791. године, Турци поново запоседају ове крајеве.
У првом српском устанку у бици код Баточине истакли су се и Брзанци предвођени српским војводом Димитријем Парезаном. Борба за ослобођење Баточине је вођена између српске устаничке војске под командом Карађорђа и турске војске за ослобођење Баточине од 4. априла до 7. априла (односно од 23. марта до 26. марта по јулијанском календару) 1804. године. Ова битка је једна од првих победа српских устаника за време Првог српског устанка.
Димитрије Парезан се прославио у бици код Баточине 1804. године када је Баточина и њена околина ослобођена од Турака. У пролеће 1809. Вожд је послао поруку Парезану да покупи људе и да крене на Стари Влах. Карађорђе је повео војску коју су састављале смедеревска, крагујевачка, грочанска и делом рудничка, пожешка и ужичка нахија. Ипак када је дошао близу Ивањице, следило је наређење да се упути ка Новом Пазару. Велики одред Турака чекао је јединицу Димитрија Парезана испред самог Новог Пазара. Започела је борба. Удар Турака је био страховит. Нешто од умора, а и мање бројнији, Срби су застали. Ипак Димитрије је наредио јуриш и Лепеничани су кренули. Настала је тешка сеча. И Димитрије није могао да избегне ударац сабљом. Турци су разбијени, али Димитрије је био добро посечен. Димитрије Парезан је водио своје Лепеничане и пред крај Првог српског устанка у покушају да спрече Турке да пређу на север. Битка се одиграла 6/19 августа 1813. године. У њој је погинуо војвода Парезан, а његова глава је однета у Цариград. Делови тела тела су разбацани тако да не могу бити сахрањени.

### Брзан у ослобођеној Србији
Након првог српског устанка почело је масовно досељавање у Брзан, па тако насеље 1814. године има 88 кућа. На првом попису након завршетка Другог српског устанка 1818. Брзан је имао 136. домаћинства са 322 харачке главе. Црква брвнара је саграђена 1822. године. Брзан је имао своју општину, а први кмет који се звао Јован забележен је још 1822. године. Године 1831. кмет је био Мика Маринковић, а касније се помиње Јован Тракић, Борисав Милановић... Прву школу Брзан добија 1840, док се прва судница налазила у некаквој кровињари док 1842. године није подигнута црквена кућа у којој су били смештени судница и школа. Нова судница ће касније бити подигнута код Калиготића, да би затим морала да уступи зграду школи. Када је школа 1902. добила нову зграду, суд се поново вратио на исто место и ту остао све до рушења након Другог светског рата.
Након другог српског устанка Димитријев брат, Ђорђе Парезан био је десна рука Милоша Обреновића у Лепеници. Он је био управна власт, порезник и Милошев посредник у набавци стоке. За те послове примао је 1500 гроша годишње. Када је букнула Ђакова буна народ је тражио да Милош уклони Ђорђа, кнеза Јасенице Милутина Савића и буљубашу из Брзана Марка Маринковића. Милош је прву двојицу склонио са положаја, док је Марко Миловановић остао. Ђорђе је наставио свој живот у Београду, а умро је 1840. године у Горовичу. Сахрањен је у Жабару одакле му је родом жена.
Највише становника Брзан је имао 1910. године, а највише кућа је имао 1971, укупно 853.

### Спомен обележја у Брзану
- Црква брвнара из XIX века
- Споменик жртвама из Првог светског рата
- Споменик жртвама из НОБ-а

## Школство
На територији данашње општине Баточина прва школа је била у селу Брзану која је била једна од дванаест школа у Шумадији која је радила за време Првог српског устанка. Након устанка школа је престала да постоји.
Брзан је 1848. године добио основну школу. Пошто се временом променила схватања о удобности школе јавила се потреба да се сагради нова школа. На нову зграду школе се све чешће помишљало, али је тек Стојан Новаковић, као министар просвете, 1883. године предузео кораке да се ово питање реши. Брзанци су одлучили да зидају нову школу, а стара је требало да служи док нова не буде готова. Позвани су били и Кијевци, али они су одбили, јер су намеравали да подигну своју школу. Предрачун за колу је износио 44.359,80 динара.
Када је било све спремно за почетак зидања нове зграде, све је пало у заборав. Висока цена нове школске зграде уплашила је сељаке, јер је требало сакупити толики новац. Министарство просвете је предузело оштре мере да би село натерало да приступи изградњи нове школе, па је августа 1889. године затворило школу због старе зграде. Тек када су извршене поправке обеју зграда и обезбеђени станови за учитеље, новембра 1890. године одобрена је обнова наставе. Министарство је још два пута затварало школу и поново је отварало.
Шестог октобра 1901. коначно је освећен је темељ нове школске зграде, а већ 1. септембра 1902. године нова школска зграда је била готова. На отварању школе био је шабачки епископ Димитрије Павловић, који ће касније постати српски патријарх. Он је 1870. године био учитељ у Брзану. За нову школу је утрошено 33.000 динара што је мање утрошеног новца него што је било планирано 1884. године.
У току Првог светског рата зграда је била оштећена. Године 1914. школска зграда служи за смештај избеглица из Мачве, а 1915. године као амбуланта наше војске све до доласка непријатеља који је претвара у коњушницу. После рата, захваљујући донацији самих сељана која је износила 12.000 круна, школа се обнавља и са радом почињу 3 одељења у која, поред деце из Брзан, долазе и деца из Кијева и Доброводица.
Име школе, које је некада гласило „Брзанска школа“, после рата је промењено у „Милован Марковић“, по великом ратном хероју из овог села. Мештани су се хвалили овим херојем преко назива школе све до 1991. године, када школа у Брзану постаје део школе у Баточини, па добија име „Свети Сава“. Школска зграда која се данас користи изграђена је 1963. године, а захваљујући скорашњој обнови опремљена је по свим савременим стандардима. Настава се одвија у две смене, а укупан број ученика који тренутно похађа ову школу од 1. до 8. разреда износи 106. Уколико се осврнемо на чињеницу да је у Брзану 1934. године било уписано укупно 353 ученика, и то само до 4. разреда, постаје јасно да је некадашњи проблем са мањком простора претворен у савремени проблем мањка ученика.

## Привреда
Основне гране привреде у Брзану су: пољопривреда, индустрија, занатство, трговина, саобраћај, туризам и угоститељство.

### Пољопривреда
Пољопривреда је водећа привредна грана по обиму производње као и по запослености локалног становништва.
На релативно малој површини територије баточинске општине могу се издвојити следећи рејони:
1. ратарско-повртарски,
2. ратарско-воћарски регион, и
3. воћарско-ливадско-сточарско-шумски регион.

Ратарско-повртарски регион обухвата површине око Велике Мораве. Ратарско-воћарском рејону припадају углавном виши делови падинских површина. Воћарско-ливадско-сточарско-шумски рејон налази се у планинском подручју са већим нагибом терена.

#### Сточарство
Сточарство је најзначајнија грана производње у пољопривреди у Брзану. Сточарство је најтраженији део пољопривреде, јер њени производи (месо, маст, млеко, јаја) спадају у главне прехрамбене производе становништва. Сељак ситног пољопривредног газдинства у Брзану је сваштар, гаји више врста стоке. Гаји говеда, свиње, овце, коње и живину.

### Саобраћај
Кроз атар села Брзан пролази електрична железничка пруга са два колосека Београд-Ниш у дужини од 5,2 километара на којој постоји и железничко стајалиште.
У близини је и ауто-пут Београд-Ниш (део E75), од кога се одваја магистрални путни правац Баточина-Крагујевац. Захваљујући железничком и друмском саобраћају, Брзан је повезана са Београдом, Крагујевцом, Великом Планом, Јагодином, Смедеревском Паланком, Свилајнцем...

### Туризам
У Брзану се налази црква брвнара која је саграђена 1822. године и која је служила све до 1928. када је сазидана данашња црква. Стара црква брвнара је као историјски споменик културе под заштитом државе. Њу је градио мајстор Јован који је такође саградио Манастир Покајницу. Иконостас је насликао мајстор Јован Јања 1829-1830. године са великом позлатом.

## Манифестације
- Сабор народног стваралаштва „Свети пророк Илија“

Одржава се од 1. до 3. августа у Брзану сваке године, почев од 1990. године. Манифестација окупља културно-уметничка друштва и фолклорне ансамбле из читаве Србије, који негују изворно народно стваралаштво. Такође одржавају се и ликовне колоније, песнички сусрети, изложбе ручних радова.

## Спорт
У Брзану постоји фудбалски клуб Шумадинац, који се тренутно такмичи у Зони Дунав, четвртом такмичарском нивоу српског фудбала.

## Демографија
Ово насеље је великим делом насељено Србима (према попису из 2022. године), а у последња три пописа, примећен је пад у броју становника.
|             | \| Демографија[10] \| Демографија[10] \| Демографија[10] \| \| Година \| Становника \| Становника \| \| --------------- \| --------------- \| --------------- \| \| 1948. \| 3.480 \| \| \| 1953. \| 3.629 \| \| \| 1961. \| 3.506 \| \| \| 1971. \| 3.201 \| \| \| 1981. \| 2.954 \| \| \| 1991. \| 2.694 \| 2.360 \| \| 2002. \| 2.073 \| 2.421 \| \| 2011. \| 1.754 \| \| \| 2022. \| 1.444 \| \| |            |
| Демографија | |            |
| Година      | Становника | Становника |
| 1948.       | 3.480 |            |
| 1953.       | 3.629 |            |
| 1961.       | 3.506 |            |
| 1971.       | 3.201 |            |
| 1981.       | 2.954 |            |
| 1991.       | 2.694 | 2.360      |
| 2002.       | 2.073 | 2.421      |
| 2011.       | 1.754 |            |
| 2022.       | 1.444 |            |

| Етнички састав према попису из 2022.‍ | Етнички састав према попису из 2022.‍ | Етнички састав према попису из 2022.‍ | Етнички састав према попису из 2022.‍ | Етнички састав према попису из 2022.‍ |
| ------------------------------------ | ------------------------------------ | ------------------------------------ | ------------------------------------ | ------------------------------------ |
|                                      |                                      |                                      |                                      |                                      |
| Срби                                 | Срби                                 |                                      | 1.412                                | 97,78%                               |
| Регионална припадност                | Регионална припадност                |                                      | 2                                    | 0,14%                                |
| Непознато                            | Непознато                            |                                      | 22                                   | 0,28%                                |
| Неизјашњени                          | Неизјашњени                          |                                      | 1                                    | 0,07%                                |
| укупно: 1444                         |                                      |                                      |                                      |                                      |

| Година пописа     | 1948. | 1953. | 1961. | 1971. | 1981. | 1991. | 2002. |
| ----------------- | ----- | ----- | ----- | ----- | ----- | ----- | ----- |
| Број домаћинстава | 785   | 823   | 897   | 883   | 829   | 776   | 712   |

| Број чланова      | 1   | 2   | 3  | 4   | 5  | 6  | 7  | 8 | 9 | 10 и више | Просек |
| ----------------- | --- | --- | -- | --- | -- | -- | -- | - | - | --------- | ------ |
| Број домаћинстава | 176 | 192 | 96 | 117 | 57 | 53 | 16 | 4 | 0 | 1         | 2,91   |

| Пол    | Укупно | Неожењен/Неудата | Ожењен/Удата | Удовац/Удовица | Разведен/Разведена | Непознато |
| ------ | ------ | ---------------- | ------------ | -------------- | ------------------ | --------- |
| Мушки  | 876    | 216              | 562          | 70             | 28                 | 0         |
| Женски | 897    | 113              | 555          | 212            | 17                 | 0         |
| УКУПНО | 1.773  | 329              | 1.117        | 282            | 45                 | 0         |

| Пол    | Укупно                    | Пољопривреда, лов и шумарство | Рибарство                            | Вађење руде и камена | Прерађивачка индустрија       |
| ------ | ------------------------- | ----------------------------- | ------------------------------------ | -------------------- | ----------------------------- |
| Мушки  | 420                       | 99                            | 0                                    | 36                   | 84                            |
| Женски | 158                       | 53                            | 0                                    | 0                    | 30                            |
| УКУПНО | 578                       | 152                           | 0                                    | 36                   | 114                           |
| Пол    | Производња и снабдевање   | Грађевинарство                | Трговина                             | Хотели и ресторани   | Саобраћај, складиштење и везе |
| Мушки  | 17                        | 7                             | 23                                   | 3                    | 127                           |
| Женски | 1                         | 0                             | 24                                   | 8                    | 14                            |
| УКУПНО | 18                        | 7                             | 47                                   | 11                   | 141                           |
| Пол    | Финансијско посредовање   | Некретнине                    | Државна управа и одбрана             | Образовање           | Здравствени и социјални рад   |
| Мушки  | 0                         | 1                             | 11                                   | 6                    | 1                             |
| Женски | 0                         | 0                             | 5                                    | 7                    | 10                            |
| УКУПНО | 0                         | 1                             | 16                                   | 13                   | 11                            |
| Пол    | Остале услужне активности | Приватна домаћинства          | Екстериторијалне организације и тела | Непознато            | Непознато                     |
| Мушки  | 4                         | 0                             | 0                                    | 1                    | 1                             |
| Женски | 5                         | 0                             | 0                                    | 1                    | 1                             |
| УКУПНО | 9                         | 0                             | 0                                    | 2                    | 2                             |

## Знаменити Брзанци
- Димитрије Парезан (Брзан ? — Делиград 1813), војвода, један од вођа у првом српском устанку
- Јеремија Д. Митровић (Брзан, 15. август 1910 — Београд, 29. октобар 2011), историчар, универзитетски предавач, библиограф и библиотекар
- Предраг Гојковић Цуне (Брзан, 6. новембар 1932 — Београд, 21. јул 2017), певач народних песама

## Галерија
- Црква Светог пророка Илије
- Црква Брвнара
- Црква брвнара и црква Светог пророка Илије
- Дечји вртић Полетарац